# یک معامله بدون خشونت
«یک معامله بدون خشونت» (به انگلیسی: A No-Rough-Stuff-Type Deal) هفتمین و آخرین قسمت از فصل اول مجموعهٔ تلویزیونی آمریکایی بریکینگ بد است. این قسمت به نویسندگی پیتر گولد و کارگردانی تیم هانتر ، در ۹ مارس ۲۰۰۸ از شبکه ای‌ام‌سی در ایالات متحده و کانادا پخش شد.

## داستان
انجمن والدین-معلمان دبیرستان که والتر وایت و اسکایلر وایت هم در آن حضور دارند جلسه‌ای را در مورد گم شدن وسایل و دستگیری آقای آرچولتا تشکیل داده‌اند. جسی پینکمن، که اکنون در کاروان زندگی می‌کند، خانه‌اش را برای فروش عرضه می‌کند زیرا از مرگ کریزی-۸ و امیلیو آنقدر آسیب دیده است که نمی‌تواند به زندگی در آنجا ادامه دهد. والت در مورد قرارداد با توکو به او می‌گوید، اما جسی می‌گوید تولید دو پوند مت در هفته غیرممکن است. اسمورف‌های او - افرادی که سودوافدرین مورد نیاز برای پختن مت را به او می‌دهند - نمی‌توانند تقاضای آنها را برآورده کنند.
والت و جسی با توکو و مردانش در یک انبار زباله ملاقات می‌کنند، جایی که تقریباً نیم پوند مت به او می‌دهند. توکو از اینکه پایان معامله والت حفظ نشد خشمگین است و فقط ۱۷٬۰۰۰ دلار به او می‌پردازد. والت می‌گوید که با وجود نداشتن کالا، همچنان ۷۰٬۰۰۰ دلار توکو را که از قبل وعده داده بود می‌خواهد. توکو با ۵۲٬۵۰۰ دلار موافقت می‌کند که در مجموع به ۶۵٬۶۲۵ دلار می‌رسد، اما اگر سهمیه هفته آینده برآورده نشود عواقب ناگواری را تهدید می‌کند. برای جبران آن، والت قول می‌دهد که در ملاقات بعدی چهار پوند مت خواهد داشت.
در مراسم حمام زایمان اسکایلر، ماری شریدر یک تاج کودک طلای سفید گران‌قیمت به او هدیه می‌دهد. در حیاط، والت و هنک گفتگوی فلسفی در مورد خط تقسیم بین رفتار قانونی و غیرقانونی دارند. در آن شب، والت به اسکایلر می‌گوید که قصد دارد یک آخر هفته را در یک درمانگاه پزشکی کل نگر بگذراند، زیرا او تمایل خود را برای درمان جایگزین ابراز کرد. در واقع، او در حال پختن مت‌آمفتامین با جسی است. اسکایلر می‌رود تا تاج را برگرداند ولی در فروشگاه بازداشت می‌شود - معلوم می‌شود که ماری آن را دزدیده است، اما اسکایلر با توضیحات او مطابقت دارد. او وانمود می‌کند که زایمان‌اش نزدیک است و آنها را متقاعد می‌کند که او را رها کنند. اسکایلر بعداً با ماری در مورد دزدی رودرو می‌شود که با آرامش آن را انکار می‌کند.
والت برنامه‌ای برای تولید این ماده با استفاده از پیش‌ماده‌های مختلف دارد و فهرستی از مواد شیمیایی و تجهیزاتی را به جسی می‌دهد تا با پول نقدی که توکو ارائه می‌کند تهیه کند. جسی تقریباً هر چیزی را که والت درخواست کرده بود به‌دست می‌آورد به جز متیل‌آمین که به شدت تحت کنترل است. جسی یک انبار مواد شیمیایی را می‌شناسد که در آن مردانی وجود دارند که حاضرند متیل آمین را به قیمت ۱۰٬۰۰۰ دلار بدزدند و بفروشند. والت تصمیم می‌گیرد که متیل آمین را خودشان با استفاده از پودر آلومینیوم موجود در اچ ا اسکچ برای ساخت ترمایت بدزدند. در شب، والت و جسی وارد انبار می‌شوند، یک نگهبان را با حبس کردن او در یک توالت قابل حمل تحت کنترل می‌گیرند و ترمایت را روی یک در قفل شده قرار می‌دهند، که در صورت روشن شدن، فلز را ذوب می‌کند. آن دو یک بشکه ۴۰ گالنی متیل آمین را می‌دزدند و فرار می‌کنند.
روز بعد، والت و جسی تلاش می‌کنند تا کاروان را روشن کنند که مشکلات مکانیکی مانع از رفتن آن به جایی می‌شود. در مواجهه با یک ضرب الاجل، آنها برای آشپزی در زیرزمین جسی آماده می‌شوند، غافل از اینکه مشاور ملکی او برای آن بعدازظهر یک بازدید آزاد از خانه برنامه‌ریزی کرده است. جسی از در زیرزمین محافظت می‌کند در حالی که والت مواد شیمیایی را سنتز می‌کند، و در این حین مردی می‌خواهد زیرزمین را ببیند، اما جسی از همه می‌خواهد که آنجا را ترک کنند. وقتی والت به خانه بازمی‌گردد، از دزدی ماری باخبر می‌شود و به این فکر می‌کند که آیا اسکایلر هرگز او را به خاطر جرمی تحویل خواهد داد. در ملاقات بعدی با توکو، والت ۴٫۶ پوند مت را تامین می‌کند. علیرغم رنگ آبی آن، همچنان با همان کیفیت است و توکو ۹۱٬۰۰۰ دلار را تحویل می‌دهد. هنگامی که یکی از مردان توکو سخنی توهین‌آمیز به والت می‌گوید، توکو عصبانی می‌شود و مرد را تا زمانی که بیهوش شود کتک می‌زند. همانطور که توکو دور می‌شود، والت و جسی با تعجب به یکدیگر نگاه می‌کنند.

## تولید
این قسمت توسط پیتر گولد نوشته شده و تیم هانتر کارگردانی آن را بر عهده داشته است. این قسمت در ۹ مارس ۲۰۰۸ از شبکه اِی‌اِم‌سی در ایالات متحده و کانادا پخش شد.

## معنی عنوان
عنوان این قسمت اشاره‌ای به فیلم فارگو محصول ۱۹۹۶ است که در آن جری لوندگارد هنگام بحث درباره ربوده شدن همسرش از این عبارت استفاده کرد.

## نقدهای دریافتی
ست آمیتین از آی‌جی‌ان به این قسمت امتیاز ۹٫۱ از ۱۰ داد.
در سال ۲۰۱۹، رینگر «یک معامله بدون خشونت» را به عنوان ۳۵مین قسمت برتر از مجموع ۶۲ قسمت بریکینگ بد رتبه بندی کرد. Vulture.com آن را در رتبه ۲۸ قرار داد.